# Kosmos 745
O Kosmos 745 (em russo: Космос 558), também chamado de DS-P1-Yu Nº 77, foi um satélite artificial soviético lançado em 8 de abril de 1975 através de um foguete Kosmos-2I a partir do Cosmódromo de Plesetsk.

## Características
O Kosmos 745 foi o septuagésimo sétimo membro da série de satélites DS-P1-Yu e o septuagésimo lançado com sucesso após o fracasso dos lançamentos do segundo, do vigésimo terceiro, do trigésimo segundo, do quadragésimo, do quadragésimo quarto, do quinquagésimo quarto e do septuagésimo membros da série. Sua missão era auxiliar sistemas antissatélites e antimíssil soviéticos.
O Kosmos 745 foi injetado em uma órbita inicial de 540 km de apogeu e 274 km de perigeu, com uma inclinação orbital de 71 graus e um período de 92,4 minutos. Reentrou na atmosfera terrestre em 12 de março de 1976.